# Università (stacja metra)
Università – stacja metra w Neapolu, na Linii 1 (żółtej). 
Znajduje się na Piazza Giovanni Bovio i obsługuje dzielnicę Porto.
Stacja została otwarta 26 marca 2011.